# フションフフ
フションフフ(Chrząchów)は、プワヴィとルブリンとの間に位置する、クルフカ川(w:Kurówka River)流域、クルフ近隣(3.5km)の、ポーランド南東の村である。
ルブリン県のプワヴィ郡(w:Puławy County, powiat puławski/ ポーランド語)に属し、グミナコィンスコヴォラ(gmina Końskowola)に所属する。
およそ160の小さな農場と家々、小さなカトリック教会、消防団、小学校、郵便局と2つの店が存在する。

## 名称
地元の伝承によれば、村の名は野生のイノシシの鳴き声に由来すると考えられているが、他の候補として、
1. 住民、もしくは所有者の名
2. 低木の茂み、低木（ポーランド語: krzaki、地元の非公式の方言では krzoki）

が挙げられる。村の名であると考えられるイノシシの鳴き声と低木の茂みは、村に隣接する森に見出すことができた。
ポーランド語古文における k と ch とは、しばしば代用可能なものであるかの如く読み書きされた（一例は chrzcić と krzcić、洗礼を意味する）。古文書において、村の名は Krzochów と表記された。

## 歴史
- 1430年頃 - 初めて引用される。以来、地域全体の歴史を指す意味を帯びる。1795年のポーランド分割後、オーストリアに併合される。1809年にはワルシャワ公国の一部となり、1815年にポーランド立憲王国の一部となった。
- 1831年 に至るまで、そこはポーランド貴族(w:Szlachta)が所有する、私有の村であった。
- 1827年には45件の民家に335人の住民がおり、1866年には70件であった。
- 第一次世界大戦中、村はオーストリア・ハンガリー帝国軍によって徹底的に燃やされた。
- 多くの住民がポーランド・ソビエト戦争とポーランド侵攻に参戦した。
- 後者の紛争期間中である1939年9月10日、軍事目標ではなかったにもかかわらず、村はドイツ空軍の爆撃に遭い、数人が殺された。
- 第二次世界大戦中、多くの住民がレジスタンス(w:Bataliony Chłopskie)であった。